# Gran Premio d'Olanda 2023
Il Gran Premio d'Olanda 2023 è stata la tredicesima prova della stagione 2023 del campionato mondiale di Formula 1. La gara si è corsa domenica 27 agosto sul circuito di Zandvoort della località omonima, nei Paesi Bassi, ed è stata vinta dall'olandese Max Verstappen su Red Bull Racing-Honda RBPT, al quarantaseiesimo successo in carriera; Verstappen ha preceduto all'arrivo lo spagnolo Fernando Alonso su Aston Martin Aramco-Mercedes e il francese Pierre Gasly su Alpine-Renault.
Grazie al successo ottenuto, Max Verstappen eguaglia il primato di nove vittorie consecutive del tedesco Sebastian Vettel della stagione 2013, con la striscia iniziata nel Gran Premio di Miami. Il messicano Sergio Pérez su Red Bull Racing-Honda RBPT, terzo all'arrivo, è penalizzato di cinque secondi sul tempo di gara per aver superato la velocità minima stabilita dentro la corsia dei box. Scala pertanto in quarta posizione.
È stato il Gran Premio oggetto del più alto numero di pit stop nella storia della Formula 1, con 89, battendo il precedente primato di 88 soste del Gran Premio d'Ungheria 2011, nonché del maggior numero di sorpassi in una singola gara con 186, dopo il primato dei 161 del Gran Premio di Cina 2016, e in un singolo giro, con 63. All'intero weekend di gara hanno assistito 305 000 spettatori, lo stesso numero record di presenze dell'edizione precedente del 2022.

## Vigilia

### Aspetti tecnici
Per questo Gran Premio la Pirelli, fornitore unico degli pneumatici, offre, alla luce delle caratteristiche tecniche del circuito, la scelta tra gomme di mescola C1, C2 e C3, la tipologia di pneumatici che caratterizza la gamma centrale del genere di coperture messe a disposizione dall'azienda italiana. Fin dall'edizione 2021 del Gran Premio, stagione nel quale la corsa tornò a far parte del calendario del campionato mondiale di Formula 1, l'azienda ha sempre stabilito la stessa tipologia di pneumatici per quest'appuntamento. Essa viene stabilita per la quarta volta in stagione, la prima dal Gran Premio di Gran Bretagna. La Pirelli nomina anche gli pneumatici per il successivo Gran Premio d'Italia.
La Federazione conferma le due zone stabilite nell'edizione del 2021 dove può essere attivato il Drag Reduction System, quando il circuito di Zandvoort tornò a far parte del calendario del campionato mondiale, su una diversa configurazione, per la prima volta dalla stagione 1985. Nell'edizione del 2022 la prima zona stabilita sul rettilineo principale, con detection point spostato e fissato dopo la curva 12, fu oggetto di una modifica, venendo allungata di 300 metri rispetto all'edizione precedente. Grazie a questa variazione ai piloti fu consentito di attivare il dispositivo mobile mentre quest'ultimi percorrono l'ultima curva, famosa per il suo banking di 18 gradi. La modifica aiuta i piloti a immettersi sul rettilineo principale portando maggiore velocità nel tentativo di effettuare un sorpasso. La seconda zona è stabilita tra la curva 10 e la curva 11, con detection point fissato all'entrata della curva 10.
Nell'edizione del 2021, invece, al termine della prima sessione di prove libere del venerdì, la Federazione non permise l'allungamento della prima zona DRS con l'uso sul banking della curva 14, tale da consentire l'apertura del dispositivo mobile in anticipo, dopo le richieste di alcuni piloti al fine di favorire i sorpassi. Nell'edizione del 2022, nel corso della prima sessione di prove libere del venerdì, la Federazione aveva concesso il via libera per condurre dei test a DRS aperto alla curva 14 caratterizzata dal banking, per poi approvare definitivamente la soluzione per il resto del weekend, dato l'esito positivo della sperimentazione. Nel tratto del circuito in questione, nel 2021, per questioni legate alla sicurezza, l'organo mondiale dell'automobilismo negò l'uso del dispositivo mobile anche in fase sperimentale.
La Federazione ha anche analizzato le zone del DRS durante il 2022, introducendo cambiamenti per il 2023 al fine di facilitare i sorpassi o renderli più difficili in alcuni circuiti in cui si riteneva che la zona in cui utilizzare il dispositivo mobile fosse troppo facile o difficile al fine di effettuare un sorpasso. Il circuito di Zandvoort non rientra tra i tracciati oggetto di queste modifiche.
Rispetto all'edizione del 2022, il circuito è caratterizzato da alcune modifiche. Una nuova e aggiornata recinzione viene installata sul lato destro alla curva 7 e alla curva 8 e nella via di fuga della curva 12 per proteggere i commissari di percorso. È stato rimosso un dosso sul rettilineo principale di partenza, subito prima della curva 1, così come sono stati rimossi anche i dossi sul lato destro tra la curva 5 e la curva 6. Lo spazio tra le piazzole di sosta viene aumentato di 1,5 metri rispetto all'edizione precedente. Il circuito vede la rimozione del precedente pannello luminoso numero 9, che era posto sulla sinistra tra la curva 6 e la curva 7. Il pannello luminoso numero 2, posto sulla sinistra prima della curva 1, viene spostato più avanti. Il pannello luminoso numero 4, posto sulla sinistra prima della curva 2, viene leggermente spostato più avanti. Il pannello luminoso numero 5, posto in precedenza sulla destra prima della curva 3, viene spostato sulla sinistra. Il pannello luminoso numero 6, posto sulla destra dopo la curva 3, viene leggermente spostato più avanti. Il pannello luminoso numero 8, posto sulla sinistra dopo la curva 6, viene spostato più avanti. Il precedente pannello luminoso numero 12, posto sulla sinistra tra la curva 8 e la curva 9, viene spostato più avanti, diventando il numero 11. Il precedente pannello luminoso numero 13, posto sulla destra tra la curva 9 e la curva 10, viene spostato più avanti, diventando il numero 12. Il precedente pannello luminoso numero 14, posto sulla destra dopo la curva 10, viene spostato più avanti, diventando il numero 13. Il precedente pannello luminoso numero 15, posto sulla sinistra prima della curva 11, viene leggermente spostato più avanti, diventando il numero 14.
Per questa gara, la Federazione fissa la velocità massima dentro la corsia dei box a 60 km/h. Essa stabilisce che se i piloti non percorrono correttamente le curve 1, 8 o 11 devono utilizzare la via di fuga esterna che riconduce alla pista rispettivamente all'uscita della curva 1, alla curva 9 e alla curva 12. L'organo mondiale dell'automobilismo rende noto inoltre che al termine della gara del precedente Gran Premio del Belgio, tra le prime dieci vetture classificate è stata sorteggiata la McLaren di Lando Norris per le verifiche tecniche. Le ispezioni hanno riguardato i montanti delle sospensioni secondo l'articolo 10.6 del regolamento tecnico. Tutti i componenti ispezionati sono risultati essere conformi al regolamento. Prima dell'inizio della terza sessione di prove libere del sabato, la direzione gara comunica che per l'eccezionale disposizione della pit lane e qualora le condizioni della pista cambiano in modo tale che gli pneumatici da bagnato non siano adatti, quest'ultima può richiedere a tutte le squadre di utilizzare la specifica di pneumatici da bagnato intermedi invece che quelli da bagnato. Prima delle qualifiche, la direzione gara comunica la disponibilità di un set aggiuntivo di pneumatici intermedi, alla luce delle previsioni meteo.

### Aspetti sportivi
Il Gran Premio rappresenta il tredicesimo appuntamento stagionale a distanza di quattro settimane dalla disputa del Gran Premio del Belgio, dodicesima gara del campionato. Esso è il settimo appuntamento complessivo della stagione previsto in Europa, nonché il quinto consecutivo. Il Gran Premio d'Olanda è l'unica prova della stagione calendarizzata nel mese di agosto, il primo evento dopo la pausa estiva obbligatoria per squadre e piloti, nonché la seconda gara della seconda parte di stagione. A differenza delle ultime stagioni, il Gran Premio viene collocato come il primo appuntamento dopo la sosta, e per la prima volta dell'edizione del 1985, l'evento si tiene nel mese di agosto. Il mondiale disputa una gara sulla tipologia di tracciato permanente per il quinto weekend di gara consecutivo. Il contratto per l'inserimento della gara nel calendario mondiale, sempre sul circuito di Zandvoort, è stato rinnovato nel mese di dicembre 2022 fino alla stagione 2025. Sponsor del Gran Premio è, come avvenuto fin dall'edizione del 2021, l'azienda locale produttrice di birra Heineken. A questa edizione assistono 305 000 spettatori nel corso del weekend di gara, lo stesso numero record di presenze dell'edizione precedente del 2022.
Presente nel calendario del campionato mondiale di Formula 1 fin dalla stagione 1952 e valido quale prova della categoria dallo stesso anno, il Gran Premio d'Olanda vede la disputa della sua trentacinquesima edizione, la trentatreesima valida per il mondiale. Il circuito di Zandvoort è il tracciato ad aver ospitato tutte le edizioni della gara, su cinque diverse configurazioni, la cui la più recente in uso dalla categoria fin dall'edizione 2021 quando il circuito tornò a far parte del calendario del campionato mondiale di Formula 1, per la prima volta dalla stagione 1985, dopo essere stato oggetto di una profonda rinnovazione. Il circuito è stato sede anche di due prove non valide per il mondiale, nell'edizione inaugurale del campionato mondiale di Formula 1, nel 1950, e in quella successiva del 1951. Altre due edizioni, sulla stessa pista, nel 1948 e nel 1949, furono corse sotto la denominazione di Gran Premio di Zandvoort. Il Gran Premio d'Olanda non è stato corso nella stagione 1954, in quelle del 1956 e del 1957, tutte e tre a causa della mancanza di fondi per la disputa della gara, in quella del 1972, in cui originariamente la corsa fu presente in calendario, ma i piloti si rifiutarono di correre perché le strutture e le condizioni del circuito non erano delle stesse di quelle di altri Gran Premi, e tra il 1986 e il 2020, poiché la società che gestiva il circuito fallì dopo l'edizione del 1985. Già nel corso del 2020 era previsto il ritorno del Gran Premio nel calendario del campionato mondiale, collocato nel mese di maggio, a distanza di 35 anni, ma esso fu annullato, insieme a numerosi altri Gran Premi, a causa delle problematiche dettate della pandemia di COVID-19, posticipando quindi il suo ritorno alla stagione seguente.
Il pilota locale e campione del mondo della Red Bull Racing, Max Verstappen, in caso di successo, eguagliarebbe il tedesco Sebastian Vettel per il record del maggior numero di vittorie consecutive ottenute nella storia della Formula 1, con nove, striscia iniziata nel Gran Premio di Miami. Verstappen è stato anche vittorioso nelle Sprint del Gran Premio d'Austria e del Gran Premio del Belgio. Vettel stabilì il primato, sempre con la stessa scuderia, durante la stagione 2013, tra i Gran Premi del Belgio e del Brasile, annata in cui si laureò, per la quarta e ultima volta, campione del mondo piloti. Verstappen, anche in caso di ottenimento della pole position, eguaglierebbe il francese René Arnoux come il pilota con il maggior numero di partenza al palo sul circuito di Zandvoort, con tre. Per Verstappen le pole position sono arrivate nelle ultime due edizioni della corsa, dopo il ritorno in calendario nella stagione 2021. Il pilota australiano della McLaren, Oscar Piastri, debuttante nella massima categoria, corre per la prima volta sul circuito di Zandvoort. L'altro pilota debuttante in questo campionato, lo statunitense della Williams Logan Sargeant, ha già corso sul tracciato olandese in Formula 2 e in Formula 3. Il suo miglior risultato è stato il secondo posto durante la prima gara di Formula 3 della stagione 2021.
La scuderia britannica Aston Martin rende noto l'ingaggio, dalla Red Bull Racing, di Thijs Van Rees, aerodinamico senior in forza al team austriaco nelle ultime due stagioni e mezza, approdato nella scuderia di Milton Keynes dal costruttore tedesco Mercedes. La scuderia di Brackley annuncia l'impiego nella prima sessione di prove libere del Gran Premio di Città del Messico in programma nel mese di ottobre del pilota danese di Formula 2 per la scuderia italiana Prema, Frederik Vesti, al debutto in una sessione ufficiale della massima categoria, in sostituzione del britannico George Russell. La scuderia svizzera Alfa Romeo annuncia che il francese Théo Pourchaire, pilota di Formula 2 per la scuderia transalpina ART Grand Prix e di riserva della scuderia, oltre a essere membro della Sauber Junior Team, correrà in due prime sessioni di prove libere nel corso della stagione, dopo la disputa del Gran Premio d'Italia. La Ferrari schiera il pilota di riserva e membro della Ferrari Driver Academy, Robert Švarcman, nella prima sessione di prove libere, al posto di Carlos Sainz Jr., con il numero 39. L'impiego di Švarcman è previsto anche durante la prima sessione di prove libere del Gran Premio di Abu Dhabi in programma a novembre, ultimo appuntamento della stagione, al posto di Charles Leclerc. Švarcman è un pilota russo, ma è costretto a correre da atleta neutrale potendo utilizzare la bandiera della FIA a causa del divieto degli emblemi nazionali russi a seguito dell'invasione russa dell'Ucraina. Successivamente, a partire dalla stagione 2022, decide di utilizzare la licenza israeliana in virtù della doppia cittadinanza. Mercedes, Alfa Romeo e Ferrari rispecchiano quanto previsto nel regolamento sportivo valevole della stagione precedente, in cui tutte le dieci squadre iscritte al campionato hanno l'obbligo di schierare, durante le sessioni di prove libere, almeno due piloti giovani. La scuderia statunitense Haas conferma il pilota danese Kevin Magnussen e quello tedesco Nico Hülkenberg anche per la stagione successiva.
L'ex pilota di Formula 1, il britannico Derek Warwick, è nominato commissario aggiunto per la gara. Ha svolto già in passato tale funzione, l'ultima nel precedente Gran Premio del Belgio. È la casa automobilistica inglese Aston Martin, come nella gara precedente, a fornire la safety car e la medical car.

## Prove

### Resoconto
Prima dell'inizio della prima sessione di prove libere del venerdì, Valtteri Bottas viene convocato dai commissari sportivi per il ritardo con cui si è presentato alla conferenza stampa dei piloti nella giornata del giovedì. La scuderia del pilota, l'Alfa Romeo, riceve una reprimenda.
Sulla vettura di Zhou Guanyu viene installata la quarta unità relativa al motore a combustione interna, al turbocompressore, all'MGU-H e all'MGU-K. Il pilota cinese dell'Alfa Romeo non è penalizzato sulla griglia di partenza in quanto i nuovi componenti installati rientrano tra quelli utilizzabili nel numero massimo stabilito dal regolamento tecnico.
Verstappen è il migliore della prima sessione di prove libere del venerdì. Il padrone di casa ha colto la sua prestazione con l'uso di gomme soft, e sfruttando la scia di Yuki Tsunoda. Ha preceduto Fernando Alonso e Lewis Hamilton, che si è lamentato per una vettura un po' nervosa. Sono risultate meno competitive le Ferrari, che non hanno usato le gomme a mescola più morbida, e si sono concentrare nel raccogliere dati per la gara. La sessione è stata interrotta a diciotto minuti dal suo termine, per l'uscita di pista di Nico Hülkenberg. Il pilota tedesco ha perduto il controllo della sua vettura alla curva 13. Dopo essere andato in testacoda, la monoposto ha colpito le barriere. Non ha completato giri cronometrati Lance Stroll, per un guasto tecnico alla power unit.
Lando Norris beffa Max Verstappen, per soli ventitré millesimi, nella sessione pomeridiana. La McLaren ha dimostrato anche una certa competitività sul passo di gara. Al terzo posto è salito Alexander Albon, che ha confermato la velocità già dimostrata nella prima sessione. Il pilota della Williams ha preceduto Hamilton. Sono stati protagonisti di due incidenti i due piloti australiani: Oscar Piastri è terminato contro le barriere alla curva 3; poco dopo il sopraggiungente Daniel Ricciardo, non avvisato della vettura incidentata del connazionale, affronta la sopraelevata dallo stesso lato e, per evitare il contatto, finisce a muro. La sessione è stata interrotta con bandiera rossa. Ricciardo è uscito dalla sua vettura dolorante al braccio sinistro, ed è stato portato al centro medico dell'autodromo. I tempi sono molto vicini, tanto che i primi sedici piloti sono nello spazio di poco più di sette decimi. Le Ferrari sono apparse ancora in difficoltà, con l'undicesimo e sedicesimo tempo. Carlos Sainz Jr. è stato autore di diversi errori di guida.
Durante le prime due sessioni di prove libere del venerdì, Carlos Sainz Jr. e Fernando Alonso utilizzano l'assemblaggio di una trasmissione al di fuori dell'allocazione prevista secondo il regolamento tecnico. Entrambi i piloti non sono penalizzati sulla griglia di partenza in quanto tale operazione rientra tra quelle effettuabili nel numero massimo consentito dal regolamento tecnico.
Al termine della seconda sessione di prove libere del venerdì, Nico Hülkenberg e Max Verstappen vengono convocati dai commissari sportivi in quanto il pilota tedesco ha ostacolato quello olandese alla curva 13. Hülkenberg non riceve sanzioni.
A seguito dell'incidente avvenuto, Ricciardo si frattura il polso. Egli viene sostituito per il resto del weekend di gara dal pilota di riserva della Red Bull Racing e dell'AlphaTauri, il neozelandese Liam Lawson, al debutto nella categoria in gara, il quale sceglie il numero 40. Lawson è il decimo pilota neozelandese a correre in Formula 1, il primo da Brendon Hartley che gareggiò nel 2017 e nel 2018 con la scuderia all'epoca denominata Toro Rosso. Il 2017 è stata anche l'ultima stagione nella quale un singolo team, sempre la Toro Rosso, schierò durante il campionato quattro diversi piloti in gara. Lawson debuttò nella categoria in un weekend di gara durante la precedente stagione con l'AlphaTauri nella prima sessione di prove libere del Gran Premio del Belgio e del Gran Premio di Città del Messico, e con la Red Bull Racing nella stessa sessione del Gran Premio di Abu Dhabi. Il neozelandese ha già gareggiato sul circuito di Zandvoort in Formula 2 nella precedente stagione, ottenendo il quarto posto nella sprint race e il dodicesimo nella feature race.
Nella notte tra il venerdì e il sabato, la McLaren e l'AlphaTauri utilizzano uno dei due coprifuochi concessi durante la stagione per effettuare le operazioni sulle proprie vetture. Entrambe le scuderie non ricevono sanzioni.
Prima dell'inizio della terza sessione di prove libere del sabato, sulla vettura di Charles Leclerc viene installata la quinta unità relativa all'impianto di scarico, la quarta scatola del cambio e la quarta trasmissione. Il pilota monegasco della Ferrari non è penalizzato sulla griglia di partenza in quanto i nuovi componenti installati rientrano tra quelli utilizzabili nel numero massimo stabilito dal regolamento tecnico.
Verstappen coglie la migliore prestazione anche nella sessione del sabato. Questa è caratterizzata dall'arrivo della pioggia, che si abbatte sul tracciato a scrosci. Il pilota di casa è stato l'unico a scendere sotto il minuto e ventidue secondi, utilizzando gomme da bagnato intermedio. Alle sue spalle si è piazzato George Russell, mentre terzo è l'altro pilota della Red Bull Racing, Sergio Pérez, ma distante un secondo dal tempo del leader. Le McLaren hanno dimostrato un'ottima prestazione, con gomma da bagnato, ma sono risultate meno veloci con la pista che si asciugava. La sessione è stata interrotta per tre volte con bandiera rossa. Kevin Magnussen, senza tempi validi, ha perso il controllo della sua vettura all'uscita della curva 3, finendo contro le barriere, e provocando la prima interruzione. A venticinque minuti dalla fine della sessione la seconda interruzione è dovuta a un testacoda di Zhou Guanyu, alla curva 11. A circa dodici minuti dal termine c'è stata la terza interruzione: Liam Lawson è finito in testacoda alla curva 13, dopo aver toccato un cordolo.

### Risultati
Nella prima sessione del venerdì si è avuta questa situazione:
| Pos | Nº | Pilota          | Costruttore                  | Tempo    | Gap    | Giri |
| --- | -- | --------------- | ---------------------------- | -------- | ------ | ---- |
| 1   | 1  | Max Verstappen  | Red Bull Racing-Honda RBPT   | 1'11"852 |        | 31   |
| 2   | 14 | Fernando Alonso | Aston Martin Aramco-Mercedes | 1'12"130 | +0"278 | 22   |
| 3   | 44 | Lewis Hamilton  | Mercedes                     | 1'12"225 | +0"373 | 24   |

Nella seconda sessione del venerdì si è avuta questa situazione:
| Pos | Nº | Pilota          | Costruttore                | Tempo    | Gap    | Giri |
| --- | -- | --------------- | -------------------------- | -------- | ------ | ---- |
| 1   | 4  | Lando Norris    | McLaren-Mercedes           | 1'11"330 |        | 30   |
| 2   | 1  | Max Verstappen  | Red Bull Racing-Honda RBPT | 1'11"353 | +0"023 | 26   |
| 3   | 23 | Alexander Albon | Williams-Mercedes          | 1'11"599 | +0"269 | 31   |

Nella sessione del sabato mattina si è avuta questa situazione:
| Pos | Nº | Pilota         | Costruttore                | Tempo    | Gap    | Giri |
| --- | -- | -------------- | -------------------------- | -------- | ------ | ---- |
| 1   | 1  | Max Verstappen | Red Bull Racing-Honda RBPT | 1'21"631 |        | 18   |
| 2   | 63 | George Russell | Mercedes                   | 1'22"010 | +0"379 | 18   |
| 3   | 11 | Sergio Pérez   | Red Bull Racing-Honda RBPT | 1'22"631 | +1"000 | 18   |

## Qualifiche

### Resoconto
La pista umida consiglia la direzione di gara a disattivare l'uso del Drag Reduction System. Tutti i piloti, per anticipare il ritorno della pioggia, sono subito in pista. Albon marca il tempo di riferimento, battuto dal compagno di team Sargeant. Hamilton prende il comando, con un tempo subito migliorato da Valtteri Bottas. Hülkenberg e Verstappen sono autori di errori alla prima curva, senza conseguenze per le loro monoposto. Piastri batte il tempo del finlandese, poi si alternano in vetta ancora Sargeant e Norris. Nelle prime quattro posizioni si trovano i piloti di McLaren e Williams. Si interpone tra i primi due Pérez; grazie a una pista in miglioramento scala primo Carlos Sainz Jr., subito migliorato dall'altro ferrarista, Leclerc. Lance Stroll rimonta al quarto posto. La vetta della graduatoria vede un rapido avvicendarsi dei tempi: Alonso, poi Russell, poi Verstappen e poi ancora il duo della McLaren. Risale ancora secondo Pérez, prima che Russell segni 1'22"052, miglior tempo. Il primo sotto il muro del minuto e ventidue è Norris (1'21"434). Hamilton viene ostacolato da Lance Stroll, mentre Piastri è costretto sull'erba da Sainz Jr.. Alexander Albon s'installa al vertice (1'20"939). Sainz Jr. risale quinto, mentre Hamilton, anche lui in zona di pericolo, sale decimo. Poco prima che la pioggia ritorni a essere fastidiosa anche Charles Leclerc strappa un tempo sufficiente per il passaggio alla fase successiva. Sono eliminati Zhou, Ocon, Magnussen, Bottas e Lawson.
Nella seconda fase è subito Max Verstappen a far segnare un tempo, seguito da Logan Sargeant: lo statunitense è preceduto anche da Russell, in seguito. Albon è terzo, Nico Hülkenberg quinto, mentre Tsunoda prende la sesta posizione, davanti a Norris. Sargeant è capace di battere il tempo del campione del mondo che, poco dopo, torna al comando con 1'20"690. Leclerc risale terzo, davanti a Stroll, prima che Piastri li batta entrambi, col secondo tempo. Stroll progredisce in terza posizione, mentre Sergio Pérez è quinto. Si piazza in seconda posizione Albon, prima che Norris lo riporti indietro, grazie al miglior tempo (1'20"629). Il primato è di breve durata, in quanto Verstappen riprende il comando. La pista è ancora in netto miglioramento, consentendo ai piloti di abbassare ancora i tempi. Verstappen porta il limite a 1'19"652; Pérez è secondo, ma staccato nettamente dal tempo del compagno di scuderia. Albon strappa la migliore prestazione, con 1'19"399 Tsunoda risale terzo, prima che Russell trovi il secondo tempo e Fernando Alonso il quarto. Oscar Piastri, con 1'19"392, si porta al comando. Leclerc si migliora, col terzo tempo, prima che sia ancora Verstappen a rimontare in vetta. Sono eliminati Stroll, Gasly, Hamilton, Tsunoda e Hülkenberg. Per la prima volta entra nella fase finale Sargeant.
In Q3 George Russell azzarda un tentativo con gomme slick; l'esempio non è seguito da Verstappen, che prosegue in intermedie, ma da Piastri, che cambia le gomme dopo essere uscito montando gomme da bagnato. Albon, con gomme da asciutto, chiude in 1'15"743, un tempo di due secondi e mezzo in meno di quello di Russell. A un secondo dal thailandese si piazza Sargeant. Quest'ultimo, nel giro di rallentamento, perde il controllo della vettura alla seconda curva, sbattendo contro le barriere. La direzione di gara interrompe la sessione, con bandiera rossa. Dopo l'interruzione necessaria per risistemare le protezioni, la sessione viene ripresa, quando mancano otto minuti e tredici secondi al suo epilogo. Le condizioni di pista sono tali che tutti i piloti superstiti optano per gomme morbide. Russell strappa il miglior tempo, poi Leclerc è secondo, prima che Lando Norris si piazzi primo, con 1'12"049. Piastri non è capace di battere il britannico, ma è secondo. Poco dopo c'è una seconda interruzione, provocata da un'uscita di pista di Leclerc, quando mancano quattro minuti al termine della sessione. Ciò permette agli otto conduttori rimasti un unico giro veloce. Verstappen ha il miglior tempo, nel primo settore, battuto in seguito, da Norris. L'olandese si rifà sul resto del tracciato, ottenendo la pole position, davanti Norris e Piastri. Subito dopo Pérez batte l'australiano; il messicano è battuto, a sua volta, da Alonso; il tempo del pilota dell'Aston Martin è migliorato da Albon che, alla fine, deve cedere la terza posizione a Russell.
Max Verstappen conquista la ventottesima pole position in carriera, l'ottava in stagione, la prima da quella ottenuta nel Gran Premio di Gran Bretagna. Per il campione del mondo è la terza partenza al palo consecutiva in tutti i Gran Premi di casa disputati fin da quando la corsa è tornata in calendario nella stagione 2021, portandosi a una lunghezza dal numero complessivo delle pole position ottenute nella storia della categoria da Juan Manuel Fangio. Per la Red Bull Racing è la novantunesima partenza in prima posizione della storia e la decima del campionato, la prima dal Gran Premio britannico proprio con Verstappen, nonché la terza pole position consecutiva sempre grazie a Verstappen in tutti i Gran Premi d'Olanda fin qui disputati. Norris, secondo, non si era qualificato in precedenza nelle prime sei posizioni sul circuito di Zandvoort, mentre Russell è terzo, per il suo miglior piazzamento in qualifica dal Gran Premio d'Australia. Albon è quarto ed eguaglia la miglior posizione di partenza in carriera per la quinta volta, oltre a rappresentare per la Williams la miglior posizione in griglia in qualifica dal terzo posto di Russell nel Gran Premio di Russia 2021. Alonso, quinto, ottiene il miglior risultato in qualifica dalla partenza in prima fila nel Gran Premio del Canada, mentre Sainz Jr., sesto, sopravanza in qualifica il compagno di squadra Leclerc, nono, per la prima volta in cinque gare. Pérez, settimo, parte fuori dai primi sei per l'ottava volta in stagione in tredici gare. Piastri è ottavo in quel che è stato il suo peggior risultato in qualifica dal Gran Premio d'Austria. Gasly è dodicesimo, alla terza eliminazione in Q2 consecutiva, mentre Hamilton è tredicesimo in quel che è stata la seconda eliminazione in Q2 del campionato dopo il Gran Premio di Miami, dove partì dalla stessa posizione. Zhou, quindicesimo, è eliminato nella prima fase per la quinta volta nelle ultime sei gare, mentre Ocon, diciassettesimo, è eliminato in Q1 dopo quattro consecutive eliminazioni in Q2. Magnussen, diciottesimo, è eliminato in Q1 per la quarta volta nelle ultime cinque gare, mentre per Bottas la diciannovesima posizione rappresenta la terza eliminazione nella prima fase della stagione. Grazie alla terza pole position, tra l'altro consecutiva, conquistata nel Gran Premio di casa, Verstappen eguaglia René Arnoux per il maggior numero di partenza al palo sul circuito di Zandvoort. Per l'olandese è l'ottava partenza davanti a tutti del campionato, superando il totale delle partenze in prima posizione del campionato precedente. È la seconda volta nelle ultime quattro gare che Verstappen e Norris condividono la prima fila. Grazie al decimo posto, Sargeant è il primo statunitense a qualificarsi nei primi dieci da Michael Andretti nel Gran Premio d'Italia 1993. La Williams presenta due vetture in Q3 per la prima volta dal Gran Premio d'Italia 2017 con Stroll quarto e Felipe Massa nono. Le prime sei posizioni sono appannaggio di sei scuderie diverse, mentre il debuttante Lawson è qualificato ultimo.
Sono stati cancellati tredici tempi dai commissari sportivi ai piloti per non aver rispettato i limiti della pista, durante le qualifiche. Si sono visti cancellare il tempo quattro volte Charles Leclerc (una volta alla curva 11 e tre volte alla curva 1), due volte Max Verstappen (una volta alla curva 1 e una volta alla curva 3) e Pierre Gasly (una volta alla curva 1 e una volta alla curva 3), una volta Alexander Albon (alla curva 11), Nico Hülkenberg (alla curva 1), Yuki Tsunoda (alla curva 11), Kevin Magnussen (alla curva 1) e Lance Stroll (alla curva 3).
Al termine delle qualifiche, Lance Stroll e Lewis Hamilton vengono convocati dai commissari sportivi in quanto il pilota canadese ha ostacolato quello britannico alla curva 13, nel corso della Q1. Stroll non riceve sanzioni. Hamilton viene anche convocato insieme a Yuki Tsunoda in quanto il pilota giapponese ha ostacolato quello britannico alla curva 13, nel corso della Q2. Tsunoda viene penalizzato di tre posizioni sulla griglia di partenza. Carlos Sainz Jr. e Oscar Piastri vengono convocati per via di una manovra pericolosa da parte del pilota spagnolo tra la curva 1 e la curva 2 durante la Q1 che ha visto coinvolto quello australiano. Sainz Jr. riceve una reprimenda, la prima della stagione, mentre la Ferrari viene multata di 5 000 euro da parte della Federazione.
La Ferrari viene anche multata di 100 euro da parte della Federazione in quanto Carlos Sainz Jr. ha superato il limite di velocità stabilito dentro la corsia dei box.

### Risultati
Nella sessione di qualifica si è avuta questa situazione:
| Pos                         | Nº | Pilota           | Costruttore                  | Q1       | Q2       | Q3       | Griglia |
| --------------------------- | -- | ---------------- | ---------------------------- | -------- | -------- | -------- | ------- |
| 1                           | 1  | Max Verstappen   | Red Bull Racing-Honda RBPT   | 1'20"965 | 1'18"856 | 1'10"567 | 1       |
| 2                           | 4  | Lando Norris     | McLaren-Mercedes             | 1'21"276 | 1'19"769 | 1'11"104 | 2       |
| 3                           | 63 | George Russell   | Mercedes                     | 1'21"345 | 1'19"620 | 1'11"294 | 3       |
| 4                           | 23 | Alexander Albon  | Williams-Mercedes            | 1'20"939 | 1'19"399 | 1'11"419 | 4       |
| 5                           | 14 | Fernando Alonso  | Aston Martin Aramco-Mercedes | 1'21"840 | 1'19"429 | 1'11"506 | 5       |
| 6                           | 55 | Carlos Sainz Jr. | Ferrari                      | 1'21"321 | 1'19"929 | 1'11"754 | 6       |
| 7                           | 11 | Sergio Pérez     | Red Bull Racing-Honda RBPT   | 1'21"972 | 1'19"856 | 1'11"880 | 7       |
| 8                           | 81 | Oscar Piastri    | McLaren-Mercedes             | 1'21"231 | 1'19"392 | 1'11"938 | 8       |
| 9                           | 16 | Charles Leclerc  | Ferrari                      | 1'22"019 | 1'19"600 | 1'12"665 | 9       |
| 10                          | 2  | Logan Sargeant   | Williams-Mercedes            | 1'22"036 | 1'20"067 | 1'16"748 | 10      |
| 11                          | 18 | Lance Stroll     | Aston Martin Aramco-Mercedes | 1'21"570 | 1'20"121 | N.D.     | 11      |
| 12                          | 10 | Pierre Gasly     | Alpine-Renault               | 1'21"735 | 1'20"128 | N.D.     | 12      |
| 13                          | 44 | Lewis Hamilton   | Mercedes                     | 1'21"919 | 1'20"151 | N.D.     | 13      |
| 14                          | 22 | Yuki Tsunoda     | AlphaTauri-Honda RBPT        | 1'21"781 | 1'20"230 | N.D.     | 17      |
| 15                          | 27 | Nico Hülkenberg  | Haas-Ferrari                 | 1'21"891 | 1'20"250 | N.D.     | 14      |
| 16                          | 24 | Zhou Guanyu      | Alfa Romeo-Ferrari           | 1'22"067 | N.D.     | N.D.     | 15      |
| 17                          | 31 | Esteban Ocon     | Alpine-Renault               | 1'22"110 | N.D.     | N.D.     | 16      |
| 18                          | 20 | Kevin Magnussen  | Haas-Ferrari                 | 1'22"192 | N.D.     | N.D.     | PL      |
| 19                          | 77 | Valtteri Bottas  | Alfa Romeo-Ferrari           | 1'22"260 | N.D.     | N.D.     | 18      |
| 20                          | 40 | Liam Lawson      | AlphaTauri-Honda RBPT        | 1'23"420 | N.D.     | N.D.     | 19      |
| Tempo limite 107%: 1'26"604 |    |                  |                              |          |          |          |         |

In grassetto sono indicate le migliori prestazioni in Q1, Q2 e Q3.

## Gara

### Resoconto
Prima della gara, sulla vettura di Kevin Magnussen, qualificatosi in diciottesima posizione, viene installata la quinta unità relativa al motore a combustione interna, al turbocompressore e all'MGU-H, la terza unità relativa al sistema di recupero dell'energia e all'unità di controllo elettrico, e la sesta unità relativa all'impianto di scarico. Il pilota danese della Haas è costretto a partire dal fondo dello schieramento in quanto i primi cinque nuovi componenti installati superano quelli utilizzabili nel numero massimo stabilito dal regolamento tecnico. Sulla vettura viene anche installata la quinta scatola del cambio e la quinta trasmissione. Magnussen è penalizzato di dieci posizioni sulla griglia di partenza in quanto i nuovi due componenti installati superano quelli utilizzabili nel numero massimo stabilito dal regolamento tecnico. Tutti i nuovi componenti installati vengono sostituiti senza l'approvazione del delegato tecnico della Federazione durante il regime di parco chiuso. Magnussen è costretto a partire dalla pit lane.
Alla partenza il cielo è nuvoloso, ma non vi sono precipitazioni. Tutti i piloti, ad eccezione di Hamilton che parte con gomme medie, usano le soft. Verstappen tiene mantiene la testa del gruppo, resistendo a Norris, mentre Fernando Alonso, sfruttando la parte interna della curva 3, prende la posizione a Russell e Albon. Già nel corso del primo giro inizia a piovere, e molti piloti decidono subito di passare alla gomme da bagnato intermedio. Tra questi Leclerc, danneggiato da un contatto al primo giro con Piastri. Ai box, per il ritardo nella decisione di cambiare le gomme, non ancora pronte, il ferrarista perde diversi secondi. Nel giro seguente quasi tutti i piloti che non hanno montato le gomme da bagnato, al termine del primo giro, passano ai box. In testa si ritrova Sergio Pérez, seguito da Russell, Zhou Guanyu, Gasly e Verstappen. Al quarto giro anche Russell, Norris e Hamilton decidono di passare alle gomme da pioggia. Pérez allunga su Zhou, passato da Verstappen al settimo giro; il campione del mondo, nel giro precedente, aveva superato Gasly. Nel frattempo Alonso prende la quinta posizione a Leclerc. Il monegasco, con una monoposto danneggiata, fa passare Carlos Sainz Jr..
Al decimo giro Gasly supera Zhou. La pista è rapida ad asciugarsi, tanto che i piloti iniziano a fermarsi ai box, per passare alle gomme slick. Al dodicesimo giro si fermano Verstappen, Gasly e Leclerc, al quale viene anche cambiato il musetto. Pérez, leader della gara, viene fermato solo nel giro successivo: questa scelta della Red Bull Racing favorisce il ritorno al comando per Verstappen. Alle spalle del campione del mondo c'è Pérez, seguito da Alonso, Gasly, Sainz Jr., Zhou e Magnussen. Poco dopo Logan Sargeant perde la sua vettura alla curva 8. La direzione di gara, per recuperare la monoposto, invia in pista la safety car. Nel frattempo Gasly è penalizzato di cinque secondi, per eccesso di velocità in pit lane. Alla ripartenza della gara nella valenza agonistica Verstappen mantiene la vetta. Al ventitreesimo giro Albon prende a Magnussen la settima posizione. Il danese verrà, in seguito, superato anche da Esteban Ocon e Tsunoda. Continuano le difficoltà per Leclerc, che cede, di giro in giro, diverse posizioni, allontanandosi dalla zona dei punti.
Al venticinquesimo giro Albon passa anche Zhou; il cinese dell'Alfa Romeo verrà poi passato anche da Ocon e Tsunoda. Dopo 40 giri Max Verstappen conduce con sei secondi di vantaggio su Pérez, 11 su Alonso, 13"6 su Gasly e 17"3 su Sainz Jr.. Nel giro successivo si ritira Leclerc per i danni riportati al fondo della vettura dopo il contatto al via con Piastri. Il compagno di squadra Sainz Jr. si ferma ai box il giro dopo, per montare gomme a mescola morbida. Nei giri successivi si fermano tutti i piloti nelle prime posizioni. Verstappen si ferma solo al cinquantesimo giro, e resta primo. Alonso, che subisce un rallentamento ai box durante il cambio gomme, viene passato da Sainz Jr., che aveva preso già la posizione a Gasly, che ha scontato, ai box, i cinque secondi di penalità. Il pilota dell'Aston Martin impiega un paio di giri per recuperare la terza posizione. Al sessantesimo giro Sainz Jr. deve cedere anche a Pierre Gasly.
La previsione di pioggia forte si realizza attorno al sessantesimo giro; Pérez e Sainz Jr. vanno subito ai box, per montare le intermedie, assieme a Gasly e Hamilton. Il giro dopo fanno la stessa scelta anche Verstappen e Alonso. Pérez esce alla prima curva, per la forte pioggia, e viene passato da Alonso, ma rientra in pista. Nel giro seguente esce, nello stesso punto, Zhou. La direzione di gara decide per interrompere la gara con bandiera rossa, proprio mentre Pérez è ai box, per montare gomme da bagnato estremo. La classifica è quella del giro precedente all'interruzione, in cui Pérez è ancora davanti a Gasly. La gara riprende dopo circa tre quarti d'ora: ai piloti che sono stati fermati prima di completare il giro ne viene imposto uno supplementare, prima di riprendere la safety car. Alla ripartenza Verstappen resta primo, ma viene tallonato da Alonso, che distanzia Pérez, terzo. Il messicano è penalizzato di cinque secondi, per eccesso di velocità ai box. Hamilton pressa Sainz Jr., ma senza riuscire a passarlo. Verstappen vince davanti ad Alonso e Pérez. Quest'ultimo, vista la penalizzazione, retrocede al quarto posto. A podio va Pierre Gasly.
Il campione del mondo vince il quarantaseiesimo Gran Premio in carriera, l'undicesima gara in stagione, la nona consecutiva, nonché il terzo successo consecutivo nel Gran Premio di casa in tutti quelli fin qui disputati fin da quando la corsa è tornata in calendario nella stagione 2021, eguagliando le vittorie in questo appuntamento di Jackie Stewart e Niki Lauda. Per la Red Bull Racing è la tredicesima vittoria consecutiva in stagione su altrettante gare, la centocinquesima della propria storia e la terza complessiva in tutti i Gran Premi d'Olanda fin qui corsi, eguagliando i successi della McLaren. Alonso, secondo, ottiene il settimo podio in stagione, il primo da quello del Gran Premio del Canada, ed estende il margine su Hamilton per la lotta del terzo posto in classifica piloti a dodici punti, dopo che i due ne erano separati da uno solo dopo il precedente Gran Premio del Belgio. Gasly, terzo, e senza aver conquistato punti nei tre precedenti appuntamenti olandesi, termina a podio in gara per la prima volta dal Gran Premio d'Azerbaigian 2021, il primo con l'Alpine, dopo il podio conquistato nella Sprint nella precedente gara belga. Pérez termina quarto e perde il piazzamento sul podio in favore del francese per la velocità minima non rispettata in pit lane, durante una sosta. La quinta posizione di Sainz Jr., ora la stessa in classifica piloti, è il suo miglior piazzamento sul circuito di Zandvoort, mentre Hamilton termina sesto, avendo concluso solo una volta in stagione fuori dalle prime posizioni, nel Gran Premio d'Austria, ottavo. Norris termina settimo per la seconda gara consecutiva, così come nella precedente edizione della corsa. Con l'ottava posizione, Albon ottiene un piazzamento nei primi otto per la terza volta nelle ultime sei gare, mentre Piastri, nono, ottiene due punti nel giorno del quarantasettesimo compleanno del manager e connazionale Mark Webber. Ocon completa la zona punti, finendo per due volte nono e decimo in tre partecipazioni nella gara olandese. Per Max Verstappen, che ha concluso ogni Gran Premio della stagione in prima o seconda posizione, al novantesimo podio in carriera, è stata la nona vittoria consecutiva, eguagliando la striscia record di vittorie consecutive in stagione, iniziata nel Gran Premio di Miami, appannaggio di Sebastian Vettel della stagione 2013, sempre con il costruttore austriaco. Per Verstappen, vittorioso dopo aver effettuato per sei volte una sosta ai box, è stato il quattordicesimo podio consecutivo dal Gran Premio di Abu Dhabi 2022, a una lunghezza dalla terza striscia più lunga nella storia del mondiale appannaggio di Alonso. Per la dodicesima volta consecutiva, il leader della classifica piloti vince la gara partendo dalla pole position, eguagliando il record di Michael Schumacher stabilito tra il Gran Premio di San Marino 2003 e il Gran Premio del Giappone 2004. L'undicesima vittoria stagionale di Verstappen supera il totale ottenuto nel suo primo anno in cui conquistò il titolo nella stagione 2021, ed eguaglia il maggior numero di vittorie appannaggio di Hamilton in qualsiasi campionato. L'olandese ha condotto seicentoventotto giri in stagione, più di quelli condotti nel 2022 con seicentosedici, al settimo posto nella classifica di tutti i tempi e solamente centoundici in meno rispetto al record di Vettel con settecentotrentanove. Verstappen eguaglia il primato di Jenson Button, nel Gran Premio del Canada 2011, come il pilota vincitore di un Gran Premio con il più alto numero di pit stop, con sei. La Red Bull Racing vince tredici gare consecutive dall'inizio del campionato ed estende il proprio record con quattordici vittorie di fila, considerando il trionfo nel Gran Premio di Abu Dhabi 2022, ultima gara del campionato precedente. Alonso segna il giro più veloce in gara per la prima volta dal Gran Premio d'Ungheria 2017 con la McLaren, il ventiquattresimo in carriera, al pari di Niki Lauda, e al decimo posto nella classifica di tutti i tempi per il maggior numero di giri più veloci registrati. Lo spagnolo segna un nuovo record per il margine più ampio tra il primo giro veloce segnato in carriera, nel Gran Premio del Canada 2003, e l'ultimo in questa gara, con venti anni, due mesi e dodici giorni, con una differenza di trecentoottantasei Gran Premi tra i due appuntamenti. Con la seconda posizione, Alonso batte il record di Michael Schumacher per l'intervallo più lungo tra il primo e l'ultimo podio della carriera, con 7 399 giorni, dopo il primo conquistato nel Gran Premio della Malesia 2003. Con la seconda posizione e il giro più veloce, Alonso ottiene più punti con l'Aston Martin nelle prime tredici gare dell'anno, 168, di quelli ottenuti con l'Alpine nelle due precedenti stagioni, con 162. La scuderia britannica sigla il primo giro più veloce in gara da costruttore, il quarantatreesimo team diverso nella storia del mondiale, il primo dall'AlphaTauri, la quale registrò il giro più veloce nel Gran Premio d'Ungheria 2021 con Gasly. L'Aston Martin termina a podio sul circuito di Zandvoort per la prima volta, sessantaquattro anni dopo aver fatto il suo debutto nella categoria su questa pista con Roy Salvadori e Carroll Shelby. Il bottino di 15 punti ottenuto da Gasly con il terzo posto è quasi la metà di quello che ha ottenuto complessivamente nei dodici Gran Premi precedenti, con l'Alpine che riduce il divario con la McLaren a 38 punti nella lotta per la quinta posizione nel campionato costruttori. Per Leclerc è stato il terzo ritiro stagionale, il primo da quello nel Gran Premio d'Australia. L'Alfa Romeo non ottiene punti da cinque gare, mentre la Haas da otto. Il debuttante Lawson termina tredicesimo. Il neozelandese, Stroll e Russell eguagliano il primato di Alain Prost del Gran Premio d'Europa 1993 per il maggior numero di pit stop effettuati in gara, con sette. È stato il secondo Gran Premio della stagione caratterizzato dall'esposizione della bandiera rossa in gara, dopo il Gran Premio d'Australia, nonché il primo Gran Premio d'Olanda della storia oggetto di un'interruzione. È stato il Gran Premio oggetto del più alto numero di pit stop nella storia della Formula 1, con 89, battendo il precedente primato di 88 soste del Gran Premio d'Ungheria 2011, nonché del maggior numero di sorpassi in una singola gara con 186, dopo il primato dei 161 del Gran Premio di Cina 2016 e dei 147 su gara bagnata del Gran Premio del Brasile 2012, oltre al maggior numero di sorpassi sul giro singolo, con 63. Tutti i piloti arrivati al traguardo sono classificati a pieni giri, senza che nessuno sia stato doppiato, per la seconda gara consecutiva.
A Gasly viene cancellato un tempo dai commissari sportivi per non aver rispettato i limiti della pista, durante la gara (alla curva 3).

### Risultati
I risultati del Gran Premio sono i seguenti:
| Pos | Nº | Pilota           | Costruttore                  | Giri | Tempo/Ritiro       | Griglia | Punti |
| --- | -- | ---------------- | ---------------------------- | ---- | ------------------ | ------- | ----- |
| 1   | 1  | Max Verstappen   | Red Bull Racing-Honda RBPT   | 72   | 2h24'04"411        | 1       | 25    |
| 2   | 14 | Fernando Alonso  | Aston Martin Aramco-Mercedes | 72   | +3"744             | 5       | 19    |
| 3   | 10 | Pierre Gasly     | Alpine-Renault               | 72   | +7"058             | 12      | 15    |
| 4   | 11 | Sergio Pérez     | Red Bull Racing-Honda RBPT   | 72   | +10"068            | 7       | 12    |
| 5   | 55 | Carlos Sainz Jr. | Ferrari                      | 72   | +12"541            | 6       | 10    |
| 6   | 44 | Lewis Hamilton   | Mercedes                     | 72   | +13"209            | 13      | 8     |
| 7   | 4  | Lando Norris     | McLaren-Mercedes             | 72   | +13"232            | 2       | 6     |
| 8   | 23 | Alexander Albon  | Williams-Mercedes            | 72   | +15"155            | 4       | 4     |
| 9   | 81 | Oscar Piastri    | McLaren-Mercedes             | 72   | +16"580            | 8       | 2     |
| 10  | 31 | Esteban Ocon     | Alpine-Renault               | 72   | +18"346            | 16      | 1     |
| 11  | 18 | Lance Stroll     | Aston Martin Aramco-Mercedes | 72   | +20"087            | 11      |       |
| 12  | 27 | Nico Hülkenberg  | Haas-Ferrari                 | 72   | +20"840            | 14      |       |
| 13  | 40 | Liam Lawson      | AlphaTauri-Honda RBPT        | 72   | +26"147            | 19      |       |
| 14  | 77 | Valtteri Bottas  | Alfa Romeo-Ferrari           | 72   | +27"388            | 18      |       |
| 15  | 22 | Yuki Tsunoda     | AlphaTauri-Honda RBPT        | 72   | +29"893            | 17      |       |
| 16  | 20 | Kevin Magnussen  | Haas-Ferrari                 | 72   | +31"410            | PL      |       |
| 17  | 63 | George Russell   | Mercedes                     | 72   | +55"754            | 3       |       |
| Rit | 24 | Zhou Guanyu      | Alfa Romeo-Ferrari           | 62   | Incidente          | 15      |       |
| Rit | 16 | Charles Leclerc  | Ferrari                      | 41   | Danni da Incidente | 9       |       |
| Rit | 2  | Logan Sargeant   | Williams-Mercedes            | 14   | Incidente          | 10      |       |

Fernando Alonso riceve un punto addizionale per aver segnato il giro più veloce della gara.

## Classifiche mondiali

### Piloti
| Pos | Pilota           | Punti |
| --- | ---------------- | ----- |
| 1   | Max Verstappen   | 339   |
| 2   | Sergio Pérez     | 201   |
| 3   | Fernando Alonso  | 168   |
| 4   | Lewis Hamilton   | 156   |
| 5   | Carlos Sainz Jr. | 102   |
| 6   | Charles Leclerc  | 99    |
| 7   | George Russell   | 99    |
| 8   | Lando Norris     | 75    |
| 9   | Lance Stroll     | 47    |
| 10  | Pierre Gasly     | 37    |
| 11  | Esteban Ocon     | 36    |
| 12  | Oscar Piastri    | 36    |
| 13  | Alexander Albon  | 15    |
| 14  | Nico Hülkenberg  | 9     |
| 15  | Valtteri Bottas  | 5     |
| 16  | Zhou Guanyu      | 4     |
| 17  | Yuki Tsunoda     | 3     |
| 18  | Kevin Magnussen  | 2     |

### Costruttori
| Pos | Costruttore                  | Punti |
| --- | ---------------------------- | ----- |
| 1   | Red Bull Racing-Honda RBPT   | 540   |
| 2   | Mercedes                     | 255   |
| 3   | Aston Martin Aramco-Mercedes | 215   |
| 4   | Ferrari                      | 201   |
| 5   | McLaren-Mercedes             | 111   |
| 6   | Alpine-Renault               | 73    |
| 7   | Williams-Mercedes            | 15    |
| 8   | Haas-Ferrari                 | 11    |
| 9   | Alfa Romeo-Ferrari           | 9     |
| 10  | AlphaTauri-Honda RBPT        | 3     |

## Decisioni della FIA
Al termine della gara, Kevin Magnussen viene convocato dai commissari sportivi per non essersi mantenuto entro la lunghezza di dieci vetture da quella che lo precedeva, durante il regime di safety car, prima della ripartenza della gara dopo l'interruzione con bandiera rossa. Il pilota danese della Haas è penalizzato di cinque secondi sul tempo di gara. Magnussen, quindicesimo all'arrivo, scala di una posizione.